# Rob Dougan
Rob Dougan, également connu sous le pseudonyme Rob D, est un compositeur né à Sydney en 1969 et vivant à Londres depuis 1990.

## Biographie
Natif de Sydney, Rob Dougan se destinait à une carrière d'acteur au cinéma, avant de se faire connaître du monde du septième art par ses qualités d'arrangeur et de compositeur. Ses débuts dans l'univers des musiques électroniques se font à la suite de sa rencontre avec Rollo Armstrong, producteur et frère de la chanteuse Dido, avec lequel Rob Dougan va entamer une collaboration.
Après avoir monté plusieurs labels indépendants (RDR, Our Tribe Management...), Rob Dougan décide de modifier son approche de la musique en composant en 1995 l'instrumental Clubbed to Death. Utilisé pour divers spots publicitaires, ce morceau est retenu par les producteurs de la bande originale de Matrix. Le film est un grand succès et Rob Dougan se verra proposer des collaborations avec des artistes tels que Moby, Sting ou Kylie Minogue. Entre-temps signé chez BMG, Rob Dougan collabore de nouveau pour le cinéma en signant plusieurs titres de The Matrix Reloaded, la suite de Matrix, et sort en 2002 son premier album, portant le même nom que le titre de la déclinaison chantée de 1998 de Clubbed to death qu'il contient, Furious Angels.
En 2004, il fonde le domaine viticole de La Pèira en Damaisèla, à Saint-Saturnin-de-Lucian, qui produit du Terrasses-du-larzac dont la cuvée « La Pèira Matissat 2010 » est classé parmi les meilleurs vins rouge de France par le magazine France Art de vivre. Rob Dougan produit aujourd'hui 5 grandes cuvées  considérées parmi les plus grands crus du Languedoc :
La Pèira - Parcelle : Bois de Pauliau / Cépages: Dominante Syrah avec du Grenache
Las Flors de La Pèira (2nd vin) - Parcelle: Bellefeuille / Cépages: Syrah, Grenache, Mourvèdre
Obriers de La Pèira (3ème vin) - Parcelle: Bellefeuille / Cépages: Cinsault  Carignane
Deusyls de La Pèira (Blanc) - Parcelle: Bellefeuille / Cépages: Viognier, Roussanne, 
Matissat - Parcelle: Bois de Pauliau / Cépage: Mourvèdre
Rob Dougan n'avait plus publié aucun morceau inédit depuis 2001. En novembre 2013, il indiquait cependant sur son compte Twitter qu'il « habite toujours à Londres et écrit toujours de la musique. Je n'ai juste rien sorti. »,. Il publie deux ans plus tard The 22th Sunday in Ordinary Time.

## Bandes originales
Son album Furious Angels regroupe des morceaux composés d'arrangements philharmoniques sur une rythmique trip hop. La chanson Clubbed to Death a été utilisée dans le film Clubbed to Death (Lola), réalisé par Yolande Zauberman en 1997, ainsi que dans l'épisode Retour de flamme de la série Alerte Cobra et dans la bande-annonce de Blade: Trinity. Les titres, Clubbed to Death (Kurayamino Mix) et Furious Angels, sont utilisés pour deux films de la trilogie Matrix (respectivement dans le premier film, Matrix, et dans Matrix Reloaded). Un titre inédit, Chateau, entendu dans Matrix Reloaded, lors du combat à l'arme blanche de Néo contre les troupes du Mérovingien, se déroulant dans le hall d'un château.

## Discographie

### Album Studio
- 2002 : Furious Angels
- 2015 : The 22nd Sunday In Ordinary Time
- 2016 : Misc. Sessions
- 2018 : Films: Past and Future
- 2019 : The Life of the World to Come